# Join (Unix)
join es un comando presente en los sistemas operativos Unix-like que une las líneas de dos ficheros de texto plano si tienen el primer campo en común. Es similar a la sentencia JOIN usada en bases de datos relacionales pero opera en ficheros de texto.
El comando join toma como entrada dos ficheros de texto y diferentes opciones. Si no se especifica ninguna opción, el comando busca un par de líneas en los dos ficheros que comienzan por el mismo campo (una secuencia de caracteres sin espacios) y muestra como salida una línea compuesta por el primer campo seguido del resto de las dos líneas.
Los argumentos del programa especifican que carácter debe ser usado en lugar del espacio para separar los campos de una línea, que campo usar cuando busca líneas coincidentes y si devuelve o no las líneas que no coinciden.

## Ejemplos
Como ejemplo, los dos siguientes ficheros listan los nombres de los padres y madres de algunas personas. Nótese que ambos ficheros han sido ordenados (primero padre y luego madre) porque es un requisito del programa.
ejemplo1.txt
```
Jorge Sandra
maría juan
```

ejemplo2.txt
```
alberto marta
Jorge sofía
```

El comando join ejemplo1.txt ejemplo2.txt produce la salida:
```
Jorge Sandra sofía
```

Por lo tanto, solo "jorge" es común en los dos ficheros como primera palabra de una línea.